# ستايسي دراسمو
ستايسي دراسمو (بالإنجليزية: Stacey D'Erasmo)‏‏ (1961 - )؛ روائية من الولايات المتحدة.

## الجوائز
- جائزة لامدا الأدبية